# Медаль «У пам'ять 250-річчя Ленінграда»
Меда́ль «У па́м'ять 250-рі́ччя Ленінгра́да» — ювілейна медаль, державна нагорода СРСР. Введена указом Президії Верховної Ради СРСР 16 травня 1957 року в ознаменування 250-річчя від заснування міста Ленінграда (Санкт-Петербурга). Автор медалі — художник Соколов.

## Опис
Медаль «У пам'ять 250-річчя Ленінграда» має форму правильного круга діаметром 32 мм, виготовлена з кольорового металу.
На лицьовому боці медалі — рельєфне зображення пам'ятника В. І. Леніну біля Фінляндського вокзалу Санкт-Петербурга на тлі Неви та будівлі Адміралтейства у цьому місті. Позаду пам'ятника — розгорнуті знамена, унизу — лаврова гілка з колоссям та зображення серпа і молота. У верхній частині медалі — напис по колу «В память 250-летия Ленинграда» та зображення п'ятикутної зірочки з променями.
На зворотному боці медалі зображена будівля Смольного інституту, угорі написи «Городу-Герою слава!» та «250». У верхній частині у перевитому стрічкою вінку з лаврового та дубового листя та колосся — зображення орденів Леніна та Червоного Прапора, якими було нагороджено Ленінград.
Медаль за допомогою вушка і кільця з'єднується з п'ятикутною колодочкою, обтягнутою шовковою муаровою стрічкою синього кольору шириною 24 мм з вузькими подовжніми стрічками білого кольору по краях. Посередині стрічки — подовжня червона смужка, що має по боках по дві вузькі смужки жовтого кольору.

## Нагородження медаллю
Ювілейною медаллю «У пам'ять 250-річчя Ленінграда» нагороджувалися мешканці міста, що відзначилися у проведенні робіт з реконструкції міста та забезпечили своєю працею розвиток його промисловості, транспорту, міського господарства, наукових та культурно-просвітницьких установ за умови проживання у місті та його передмістях протягом щонайменше 5 років:
- робітники, інженерно-технічний персонал та службовці промислових підприємств, транспорту та міського господарства Ленінграда;
- робітники науки, техніки, мистецтва, літератури, освіти та охорони здоров'я;
- робітники державних установ, партійних, профспілкових, комсомольських та інших громадських організацій;
- військовослужбовці;
- пенсіонери, інваліди війни і праці;
- домогосподарки, що брали активну участь у благоустрої міста, шкіл та дитячих закладів.

Незалежно від місця проживання медаллю також нагороджувалися учасники оборони Ленінграда у період німецько-радянської війни, яких було нагороджено медаллю «За оборону Ленінграда».
Медаль носиться на лівій стороні грудей, за наявності у нагородженого інших медалей СРСР розташовується після медалі «У пам'ять 800-річчя Москви».
Станом на 1 січня 1995 року медаллю «У пам'ять 250-річчя Ленінграда» було проведено приблизно 1 445 900 нагороджень.